# Cicely Hamilton
Cicely Hamilton   (Sussex Gardens, 15 de juny de 1872 - Chelsea, 6 de desembre de 1952) Cicely Mary Hamilton (de cognom de soltera Hammill) fou una actriu, escriptora, periodista, suffragette i feminista anglesa. Se la coneix fonamentalment per l'obra feminista How the Vote was Won (Com es va guanyar el vot), en què un home antisufragista canvia d'opinió quan les dones de la seua vida es declaren en vaga. També fou l'autora d'una de les obres sufragistes més representades, A Pageant of Great Women (Una desfilada de grans dones) (1909), que presentava el personatge de Jane Austen com una de les seues "dones erudites".

## Biografia
Nasqué al 1872, amb nom de soltera Cicely Hammill, a Paddington, Londres. Era la major dels quatre fills, de Maude Mary i Denzil Hammil. Estudià a Malvern, Worcestershire i a Bad Homburg vor der Höhe. Cicely Hammill fou criada per pares adoptius perquè sa mare havia desaparegut. Després d'un breu període en l'ensenyament, actuà en una companyia que feia gires. Va prendre el pseudònim de "Cicely Hamilton" per consideració a la seua família. Va escriure drama amb temes feministes, i va gaudir d'un període d'èxit en el teatre comercial. Cicely Hamilton fou elogiada per la seua actuació en Fanny's First Play de George Bernard Shaw.
El 1908, ella i Bessie Hatton fundaren la Women Writers' Suffrage League, que arribà a unes 400 membres, inclosos Ivy Compton-Burnett, Sarah Grand, Violet Hunt, Marie Belloc Lowndes, Alice Meynell, Olive Schreiner, Evelyn Sharp, May Sinclair i Margaret Louisa Woods. També va reclutar molts partidaris masculins destacats.

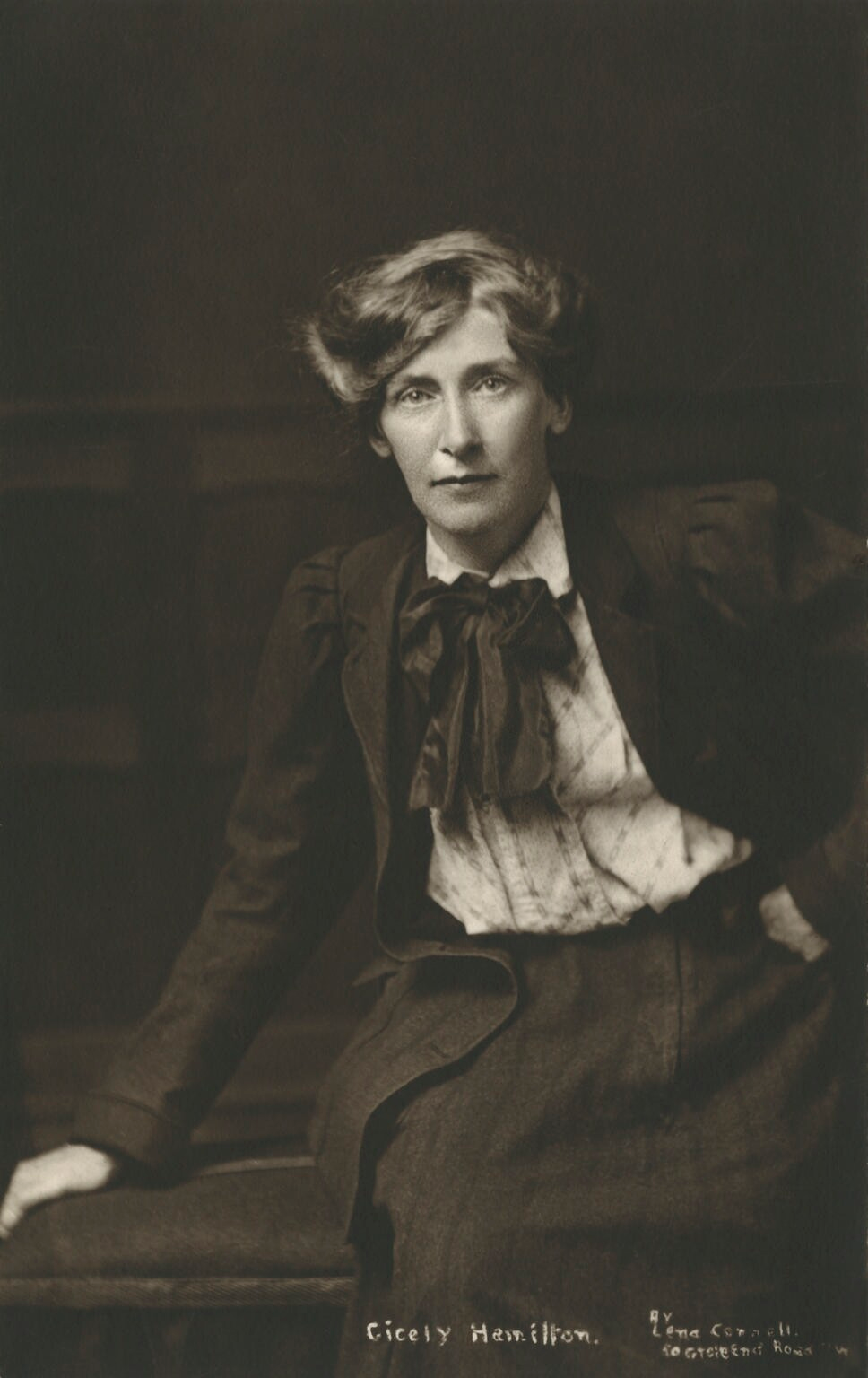
Foto feta per Lena Connell (1910)

Cicely Hamilton escrigué "The march of the Women", la cançó que Ethel Smyth havia compost al 1910 per a la Unió Social i Política de Dones, que fou estrenada en un 'At Home' en Suffolk Street Galleries, a Pall Mall, per a celebrar l'alliberament de les dones detingudes violentament el Divendres Negre.
Una manera eficaç de fer arribar un missatge a la societat era produir obres breus que poguessen representar-se en tot l'estat; i així va nàixer el drama sufragista. Votes for Women d'Elizabeth Robins i How the Vote Was Won de Cicely Hamilton i Christopher St. John en són dos exemples importants. Cicely Hamilton també va escriure A Pageant of Great Women, un drama sobre el sufragi femení de gran èxit basat en les idees de la seua amiga, la directora de teatre Edith Craig. Cecily Hamilton hi interpretà una dona mentre Edith Craig va interpretar la pintora Rosa Bonheur, una de les 50 grans dones de l'obra. Les fotografies de Lena Connell de les actrius principals es vengueren per a ajudar la causa del sufragi i Lena Connell va exhibir les imatges en la Royal Photographic Society al 1910-11. Cicely Hamilton era membre de la societat teatral de Craig, els Pioneer Players. La seua obra Jack and Jill and a Friend fou una de les tres obres de la primera producció de Pioneer Players al maig del 1911. Hamilton inspirà joves, que donaven suport al sufragi, com Winifred Starbuck.
Durant la Primera Guerra Mundial, Cicely Hamilton treballà en infermeria, amb el servei d'ambulància de dones escoceses prop de París, i després s'uní a l'exèrcit com a auxiliar. Més tard, formà una companyia de teatre per a entretenir les tropes. Després de la guerra, treballà com a periodista independent, en especial sobre control de la natalitat, i fou responsable de premsa de la Conferència Internacional de Sufragi de Ginebra, i dramaturga de la Birmingham Repertory Company. Quan es va formar Lena Ashwell Players Ltd al 1923, Cicely Hamilton n'era una de les directores. Les altres tres foren Lena Ashwell, Esme Church i Marion Fawcett.
Cicely Hamilton col·laborava amb la revista Time and Tide i amb el feminista Six Point Group, que feia campanya pels drets dels xiquets, les vídues i les mares solteres, per la igualtat de tutela dels xiquets i igualtat de remuneració en l'ensenyament i l'administració pública. El 1938 se li atorgà una pensió. Era amiga de E. M. Delafield i sembla ser el model d'"Emma Hay" en Provincial Lady de Delafield.
Theodore Savage de Cecily Hamilton (1922) és una novel·la de ciència-ficció sobre una Anglaterra devastada per la guerra.
La seua autobiografia Life Errant es publicà al 1935. Va morir a Chelsea (1952).
Al juliol del 2017, el Finborough Theatre presentà la primera producció londinenca de l'obra de Cicely Hamilton Just to Get Married en més de 100 anys. Rebé crítiques positives de The Times, The Observer, Evening Standard, i The New York Times.

## Obra
- The Traveller Returns (1906)
- Diana of Dobson's (1908)
- Women's Votes (1908)
- Marriage as a Trade (1909)
- How the Vote was Won (1909)
- A Pageant of Great Women (1910)
- Just to Get Married (1911)

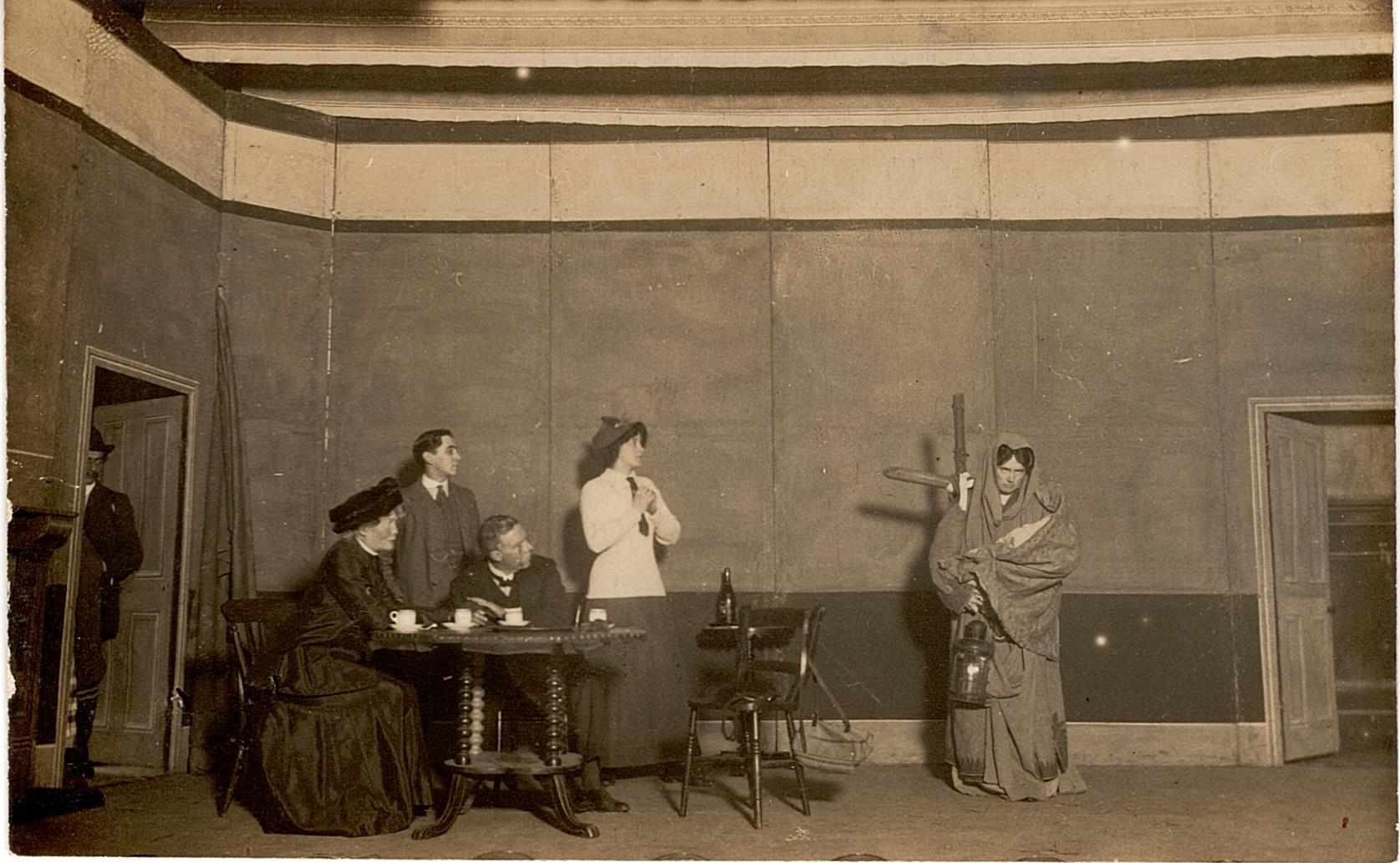
Probablement l'obra Una desfilada de grans dones, interpretada per la Lliga sufragista d'actrius

- Jack and Jill and a Friend (1911)
- William - an Englishman (1920)
- The Child in Flanders: A Nativity Play (1922)
- Theodore Savage: A Story of the Past or the Future (1922)
- The Old Adam (1924) play
- Senar-Combatant (1924)
- The Human Factor (1925)
- The Old Vic (1926) amb Lilian Baylis
- Lest Ye Die (1928)
- Modern Germanies, as seen by an English woman (1931)
- Modern Italy, as seen by an English woman (1932)
- Modern France, as seen by an English woman (1933)
- Little Arthur's History of the Twentieth Century (1933)
- Modern Russia, as seen by an English woman (1934)
- Modern Àustria, as seen by an English woman (1935)
- Life Errant (1935) autobiografia
- Modern Ireland, as seen by an English woman (1936)
- Modern Scotland, as seen by an English woman (1937)
- Modern England, as seen by an English woman (1938)
- Modern Sweden, as seen by an English woman (1939)
- The English woman (1940)
- Lament for Democracy (1940)
- The Beggar Prince (1944)
- Holland To-day (1950)